# Серран, Жуан
Жуа́н Серра́н (исп. Juan Serrano, порт. João Serrão; ? — 1 мая 1521, Себу) — португальский и испанский мореплаватель. Брат Франсишку Серрана. Участник первого кругосветного плавания и один из руководителей экспедиции (совместно с Дуарте Барбозой) после смерти Магеллана 27 апреля до своей гибели 1 мая 1521 года.

## Биография
Участвовал во втором плавании Васко да Гамы в Индию в 1502—1503 годах, в котором впервые увидел Бразилию. По прибытии в Мозамбик португальцы из заранее заготовленных частей построили каравеллу «Пампоза», предназначавшуюся для патрулирования побережья. Командиром Пампозы был назначен Жуан Серран.

## Первое кругосветное плавание
Во время подготовки первого кругосветного плавания уже жил в Испании. Даже в списках экспедиции числится севильцем. Пигафетта называет его испанцем. Его брат Франсишку Серран был другом и товарищем Магеллана во время службы в Индии. К тому времени он поселился на Молуккских островах и вел переписку с Магелланом, которая сыграла существенную роль в возникновении замысла экспедиции и её планировании.
В плавании первоначально командовал судном «Сантьяго». Его корабль был самым маленьким в экспедиции и предназначался для разведки побережья. Именно он был направлен для исследования Ла-Платы, где искал возможный пролив в Тихий океан.
Серран был единственным, кроме Магеллана, португальцем, руководившим кораблем. Капитанами трех остальных кораблей были испанцы, враждебно относящиеся к Магеллану. 2 апреля 1520 года это противостояние привело к мятежу в бухте Сан-Хулиан. На стороне Магеллана остались только «Тринидад», которым командовал сам Магеллан и «Сантьяго», под руководством Серрана. Несмотря на неравенство сил мятеж был подавлен. В мае 1520 года Сантьяго направили на юг для разведки побережья. Была открыта бухта Санта-Крус, но вскоре корабль потерпел крушение. Вся команда, кроме одного человека спаслась, и попыталась вернуться по суше, но это не удалось. Два моряка с большим трудом добрались до эскадры и передали просьбу о помощи, и экипаж «Сантьяго» был спасен. Потеря судна, специально предназначенного для разведки, а также припасов, находящихся на нём, нанесла большой ущерб экспедиции. Серран был назначен капитаном корабля «Консепсьон». В итоге все четыре оставшихся корабля экспедиции оказались под руководством верных Магеллану людей.
«Консепсьон» в числе первых вошел в Магелланов пролив и провел там исследования, подтверждавшие существование прохода в Тихий океан.
После гибели Магеллана 27 апреля 1521 года Жуан Серран вместе с Дуарте Барбозой был избран руководителем экспедиции. Они не отомстили за смерть адмирала, а вступили в переговоры с убившим его вождем Лапу-Лапу предлагая выкупить тело, но тот отказался. Авторитет европейцев пошатнулся и они приняли решение быстрее уйти с Себу.

## Смерть
1 мая 1521 года правитель Себу Хумабон затеял пир, куда пригласил всё руководство экспедиции. Два моряка, Гонсало де Эспиноса и Карвальо, находясь на берегу заподозрили ловушку и вернулись на эскадру. Вскоре послышались крики и шум, а на берегу показался окровавленный Серран, который кричал что все кроме раба Магеллана Энрике убиты, и островитяне готовы отпустить Серрана за выкуп. Когда-то его брат Франсишку Серран тоже оказался в окружении врагов на берегу и был спасён Магелланом, подошедшим на шлюпке, несмотря на опасность. Но командир флотилии погиб четыре дня назад, а Карвальо, взявший на себя командование экспедицией, не решился вступить в контакт с местными жителями, опасаясь ловушки, и приказал эскадре отплыть. По мнению моряков, он хотел остаться единоличным руководителем на эскадре.
Вот как описывает этот эпизод Пигафетта:

…мы увидали Жуана Серрана в одной рубахе и раненого, который кричал нам, чтобы мы больше не стреляли, так как туземцы убьют его. Мы спросили, убиты ли все другие и толмач вместе с ними. Он ответил, что убиты все, кроме толмача. Он настоятельно просил нас выкупить его за какие-нибудь товары, но Жуан Каваджо, его благодетельный товарищ, запретил шлюпке подойти к берегу — и поступил он так с целью, чтобы они одни остались хозяевами на кораблях. И несмотря на то что Жуан Серран, плача, молил его не поднимать так быстро паруса, так как они убьют его, и заявлял, что он молит Бога потребовать от него возмездия за свою душу в день Страшного Суда, мы тут же отбыли. Я не знаю, убит ли он или остался в живых.— http://www.vostlit.info/Texts/rus7/Pigafetta/frametext2.htm
По версии Пигафетты и Элькано, раб Магеллана Энрике по завещанию адмирала должен был получить свободу после его смерти. Но Дуарте Барбоза (по другой версии Жуан Серран) отказался отпускать его на свободу после гибели Магеллана и даже заставил раба работать, несмотря на ранение, полученное в бою 27 апреля. Энрике затаил злость и подговорил Хумабона перебить европейцев и завладеть их товарами и оружием. Но свидетелей разговоров Энрике с Хумабоном не существует. Вся версия, по сути дела держится, на крике Серрана, что переводчик (Энрике) жив, а все остальные убиты. Некоторые историки считают, что причиной убийства европейцев были насилия учиненные ими над местными женщинами. По словам Пигафетты, филиппинки «любили нас больше чем своих мужей». Возможно Магеллан сдерживал поведение моряков, но после его гибели их поведение стало менее сдержанным и вместе с падением их авторитета это привело к убийству.
После этого избиения количество членов экспедиции уменьшилось настолько, что им пришлось сжечь корабль Серрана Консепсьон. Лишь через полгода флотилия добралась до Островов Пряностей. Там моряки узнали, что брат Серрана Франсишку, живший на островах, погиб примерно в то же время, что и Жуан.